# Tlahuiltepa (kommun)
Tlahuiltepa är en kommun i Mexiko.   Den ligger i delstaten Hidalgo, i den sydöstra delen av landet, 160 km norr om huvudstaden Mexico City. Antalet invånare är 9 264. Arean är 468 kvadratkilometer.
Terrängen i Tlahuiltepa är huvudsakligen bergig, men åt sydost är den kuperad.
Följande samhällen finns i Tlahuiltepa:
- Buenavista
- Xuchiatipa
- San Andrés Miraflores
- La Nueva Era
- El Duraznito
- Santiago
- Las Manzanas
- Nuevo Monterrey
- El Venado
- Agua Tapada
- La Unión
- El Roble
- San Francisco
- Profesor Raciel Salcedo Rangel